# Campeonato Mundial de Naciones Emergentes de la IHF de 2019
El Campeonato Mundial de Naciones Emergentes de la IHF de 2019 es la tercera edición de esta competición de balonmano. Se llevó a cabo del 8 al 16 de junio de 2019 en Georgia, organizada por la Federación Internacional de Balonmano.

## Participantes
| Continente                        | Plazas | Equipos clasificados                          |
| --------------------------------- | ------ | --------------------------------------------- |
| País anfitrión                    | 1      | Georgia                                       |
| África                            | 1      | Nigeria                                       |
| América del Norte y Centroamérica | 1      | Cuba                                          |
| América del Sur                   | 1      | Colombia                                      |
| Asia                              | 2      | China India                                   |
| Europa                            | 5      | Azerbaiyán Bulgaria Irlanda Malta Reino Unido |
| País invitado                     | 1      | Estados Unidos                                |

## Resultados

### Fase de grupos

#### Grupo A
| # | Equipo      | PJ | G | E | P | GF  | GC  | Puntos |
| - | ----------- | -- | - | - | - | --- | --- | ------ |
| 1 | Cuba        | 5  | 5 | 0 | 0 | 167 | 130 | 10     |
| 2 | Reino Unido | 5  | 4 | 0 | 1 | 156 | 144 | 8      |
| 3 | China       | 5  | 3 | 0 | 2 | 150 | 138 | 6      |
| 4 | Colombia    | 5  | 2 | 0 | 3 | 148 | 152 | 4      |
| 5 | Azerbaiyán  | 5  | 1 | 0 | 4 | 162 | 166 | 2      |
| 6 | India       | 5  | 0 | 0 | 5 | 151 | 204 | 0      |

#### Grupo B
| # | Equipo         | PJ | G | E | P | GF  | GC  | Puntos |
| - | -------------- | -- | - | - | - | --- | --- | ------ |
| 1 | Georgia        | 5  | 5 | 0 | 0 | 166 | 85  | 10     |
| 2 | Bulgaria       | 5  | 4 | 0 | 1 | 159 | 124 | 8      |
| 3 | Estados Unidos | 5  | 3 | 0 | 2 | 176 | 132 | 6      |
| 4 | Nigeria        | 5  | 1 | 1 | 3 | 128 | 136 | 3      |
| 5 | Irlanda        | 5  | 1 | 1 | 3 | 143 | 165 | 4      |
| 6 | Malta          | 5  | 0 | 0 | 5 | 72  | 202 | 0      |

### Fase final

#### 9.º al 12.º puesto
| Fecha       |            | Resultado |       |
| ----------- | ---------- | --------- | ----- |
| 15 de junio | Azerbaiyán | 37-22     | Malta |
| 15 de junio | Irlanda    | 38-39     | India |

- Partido por el 11.º puesto

| Fecha       |       | Resultado |         |
| ----------- | ----- | --------- | ------- |
| 16 de junio | Malta | -         | Irlanda |

- Partido por el 9.º puesto

| Fecha       |            | Resultado |       |
| ----------- | ---------- | --------- | ----- |
| 16 de junio | Azerbaiyán | -         | India |

#### 5.º al 8.º puesto
| Fecha       |                | Resultado |          |
| ----------- | -------------- | --------- | -------- |
| 15 de junio | China          | 28-24     | Nigeria  |
| 15 de junio | Estados Unidos | 42-32     | Colombia |

- Partido por el 7.º puesto

| Fecha       |         | Resultado |          |
| ----------- | ------- | --------- | -------- |
| 16 de junio | Nigeria | -         | Colombia |

- Partido por el 5.º puesto

| Fecha       |       | Resultado |                |
| ----------- | ----- | --------- | -------------- |
| 16 de junio | China | -         | Estados Unidos |

#### Semifinal y final
|  | Semifinales | Semifinales |    |             | Final        | Final |  |
|  |             |             |    |             |              |       |  |
|  |             |             |    |             |              |       |  |
|  | 15 de junio |             |    |             |              |       |  |
|  | Georgia     | 28          |    |             |              |       |  |
|  | Reino Unido | 21          |    |             |              |       |  |
|  |             |             |    |             |              |       |  |
|  |             |             |    |             | 16 de junio  |       |  |
|  |             |             |    |             | Georgia      | 31    |  |
|  |             | Cuba        | 21 |             |              |       |  |
|  |             |             |    |             |              |       |  |
|  |             |             |    |             |              |       |  |
|  |             |             |    |             | Tercer lugar |       |  |
|  | 15 de junio | 15 de junio |    | 16 de junio | 16 de junio  |       |  |
|  | Cuba        | 39          |    | Reino Unido | 31           |       |  |
|  | Bulgaria    | 36          |    |             | Bulgaria     | 47    |  |